# Maryniec
Maryniec – wieś w Polsce położona w województwie wielkopolskim, w powiecie złotowskim, w gminie Krajenka.
W latach 1975–1998 miejscowość administracyjnie należała do województwa pilskiego.
We wsi znajdują się dwa jeziora: Głubczyn Mały i Głubczyn Wielki, w pobliżu wsi znajduje się też jezioro Wapieńskie.
W okresie międzywojennym w miejscowości stacjonowała placówka Straży Granicznej I linii „Maryniec”.